# Lista de atletas brasileiros nos Jogos Olímpicos de Verão de 1920
A lista a seguir discrimina os atletas brasileiros que participaram da Antuérpia 1920, independentemente de terem logrado êxito na busca por medalhas.
Nos Jogos Olímpicos de Verão de 1920, os Jogos de número VII, realizados em Antuérpia, na Bélgica, o Brasil participou de sua  primeira Olimpíada com 21 atletas, todos homens, disputando 5 esportes: saltos ornamentais, remo, natação, polo aquático e conquistou três medalhas: uma de ouro, uma de prata e uma de bronze, todas no tiro esportivo.
Contudo, o primeiro brasileiro a competir numa edição Olímpica foi Adolphe Christiano Klingelhoefer, 20 anos antes, na Paris 1900. Cidadão brasileiro nascido em Paris, filho de um francês com uma brasileira, ele competiu defendendo a bandeira francesa nas competições de atletismo: 60 metros rasos, 200 metros rasos, 110 metros com barreiras, 100 metros demonstração, 110 metros com barreiras exibição e também no tênis nas duplas masculinas em parceria com o peruano Ricardo de Zevallos. Adolphe também competiu nos Jogos Intercalares da Atenas 1906 nas modalidades de 100 metros rasos, 110 metros com barreiras, salto em distância e salto em distância em pé. Klingelhoeffer não é reconhecido pelo COB porque em 1900 ainda não existiam os Comitês Olímpicos Nacionais.
Subsedes:
As três conquistas brasileiras aconteceram na cidade subsede de Beverlo e não na Cidade sede de Antuérpia. Em quase todas as edições dos Jogos Olímpicos da era moderna houve subsedes para abrigar diversas provas e competições.
Em 1920, além da Cidade sede e de Beverlo, houve provas também em Bruxelas, Saint-Gilles e Gante que receberam partidas do torneio de futebol.
O torneio de tiro esportivo também teve algumas disputas em Kapellen, principalmente as provas de fossa e alvo móvel.
Algumas provas de hipismo aconteceram em Merksem e também em Kapellen.
O torneio de polo foi disputado em Oostende.
As disputas do remo aconteceram no canal de Vilvoorde que também recebeu algumas regatas das competições de vela.
As demais provas da vela aconteceram na Baía de Buiten-IJ, na subsede de Amsterdã, na Holanda.
Muitas das vezes a Cidade sede não é a única a receber eventos esportivos dos Jogos. Antes de 1920, o futebol, que estreou em 1900, foi disputado nos Jogos Intercalares de 1906 apenas na subsede de Pireus que também abrigou as provas de remo, mergulho, tênis, ciclismo e natação. Já a subsede Calitéia recebeu as provas de tiro.
Antes, em 1896, nos primeiros Jogos da era moderna em Atenas, Pireus também recebeu as provas da natação e Calitéia também abrigou as provas de tiro.
Em 1900, a subsede de Montgeron de Essonne recebeu provas de automobilismo e motociclismo; Argenteuil acolheu as provas de corrida de lancha; Versalhes e Billancourt as de tiro; Meulan e Le Havre as regatas da vela; Compiègne o torneio de golfe; Marne as competições de remo; Neuilly-sur-Seine a pelota basca; Puteaux as partidas de tênis.
Em 1904 houve duas subsedes: Maryland Heights para as provas de remo e Nomandy para o torneio de golfe.
As subsedes de 1908 foram: Wimbledon (tênis); Bisley (pentatlo moderno e tiro); Henley-on-Thames (canoagem e remo); Clerkenwell (boxe); Knightsbridge (patinação); West Kensington (jogo de palma, raquete e tênis); Hunters Quay e Isle of Wight (vela); Southampton (corrida de lancha).
Cidades subsedes de 1912: Rinkeby (pentatlo moderno); Solna (tiro esportivo e futebol que também teve partidas na Cidade sede); Nynäshamn (vela).
Os Jogos cancelados de 1916 não têm maiores informações sobre as subsedes, mas no projeto da comissão organizadora estava previsto que Black Forest receberia as provas de inverno, entre outras inovações para a época.
Durante os Jogos seguintes, várias subsedes serviram à realização do evento, por diversos motivos, principalmente geográficos, políticos, culturais, estruturais e turísticos, para abrigar algumas disciplinas, geralmente o futebol, mas também aconteceram fatos que no futuro levariam para outras cidades as competições de hipismo, remo, vela, tênis, vôlei de praia e surf, entre outras disciplinas.
Voltando para 1920, chefiada por Roberto Trompowsky Júnior, a delegação brasileira embarcou a bordo do navio a vapor Curvello em 1º de julho rumo à Antuérpia. Os sete atiradores tiveram grandes dificuldades para chegarem às provas. Quando souberam que o navio não chegaria em tempo de participarem dos Jogos, eles resolveram desembarcar em Portugal e tomaram um trem de Lisboa até Paris, sendo que boa parte da viagem foi num vagão de carga descoberto, com os atletas pegando sol e chuva. Na capital francesa, trocaram de composição, seguindo para a Bélgica. Porém, em Bruxelas, onde esperavam a conexão para Antuérpia, parte das armas e das munições foi roubada.
Naquele momento, os atiradores possuíam apenas um revólver e 200 cartuchos calibre 38 e precisariam de pelo menos 75 para cada um poder disputar pelo menos as primeiras rodadas. Por sorte, ao chegarem em Beverlo, fizeram amizade com os atletas americanos Alfred Lane e Raymond Bracken que, solidários pelo acontecido, cederam 2 mil cartuchos e 50 alvos para os brasileiros.
O Brasil começou a participar na prova de pistola livre 50 metros por equipe, com Fernando Soledade. Como sua arma era muito ruim, o chefe da equipe americana de tiro, Coronel Snyders, ficou sensibilizado e emprestou duas de suas pistolas fabricadas pela Colt especialmente para a competição.
Os atiradores Sebastião Wolf, Dario Barbosa, Guilherme Paraense e Afrânio da Costa fizeram um "rodízio" com as armas e, juntamente com Soledade, conquistaram a primeira medalha brasileira da história: Um bronze na "pistola livre 50 metros por equipe" na manhã do dia 02 de agosto de 1920. De tarde, na mesma data, Afrânio ainda conquistou a medalha de prata individual na prova de "pistola livre 50 metros".
Na manhã seguinte, na prova de "pistola militar 30 metros por equipes" (hoje chamada de "pistola de tiro rápido 25 metros"), o time brasileiro composto por Demerval Peixoto, Fernando Soledade, Guilherme Paraense, Mário Maurity e Sebastião Wolf ficou com o 4.° lugar, há apenas 9 pontos da Suíça que ficou com o bronze. Na tarde do mesmo dia, o primeiro-tenente do Exército, Guilherme Paraense, marcou 274 pontos dos 300 possíveis na prova individual da modalidade, ficando dois pontos à frente do americano Bracken (exatamente um dos que doaram os cartuchos e os alvos).
Guilherme Paraense, aos 36 anos, se tornou o primeiro campeão Olímpico do Brasil. Paraense e Afrânio também se tornaram os primeiros medalhistas múltiplos do país e detiveram um recorde dos únicos brasileiros a ganharem mais de uma medalha numa única edição dos Jogos até a Atlanta 1996. (Vide seção "Multimedalhistas").
Outros destaques:
Aos 51 anos, 5 meses e 28 dias, o atirador Sebastião Wolf se tornou o brasileiro com mais idade a conquistar uma medalha, recorde que persiste até hoje. Alguns atletas disputaram provas em mais de um esporte: Ângelo Gammaro e Orlando Amêndola estiveram nas provas de "natação" e "polo aquático"; Abrahão Saliture e João Jório figuraram no "remo" e no "polo aquático"; o mergulhador Adolpho Wellisch alcançou a final da "plataforma de 10 metros" dos saltos ornamentais terminando em 7.° lugar.
Uma curiosidade: As primeiras competições dessa edição aconteceram em 23 de abril. As provas de "tiro esportivo" foram realizadas entre 22 de julho e 03 de agosto, mas a cerimônia de abertura aconteceu apenas em 14 de agosto de 1920. Há cruzamento de informações sobre o atleta designado para ser o porta-bandeira na cerimônia. A maioria das publicações aponta para o atirador Afrânio Antônio da Costa, enquanto que as mais confiáveis informam que a função coube ao também atirador Guilherme Paraense. Uma das explicações mais plausíveis indica que Guilherme foi o porta-bandeira, enquanto Afrânio assumiu a função de porta-estandarte. 
Abaixo segue a relação dos esportistas brasileiros participantes da Antuérpia 1920.

## Saltos ornamentais
Masculino
| Atleta           | Modalidade              | Eliminatórias | Eliminatórias | Final       | Final     | Referência(s) |
| Atleta           | Modalidade              | Resultado     | Colocação     | Resultado   | Colocação | Referência(s) |
| ---------------- | ----------------------- | ------------- | ------------- | ----------- | --------- | ------------- |
| Adolpho Wellisch | trampolim 3 m           | 522.85        | 4.°           | Não avançou | 8.°       | [ 23 ] [ 24 ] |
| Adolpho Wellisch | plataforma 10 m         | Bye           | Bye           | 423.80      | 7.°       | [ 25 ] [ 26 ] |
| Adolpho Wellisch | salto simples em altura | 162.00        | 3.° Q         | 153.00      | 8.°       | [ 27 ] [ 28 ] |

## Remo
Masculino
| Atleta                                                                                             | Modalidade    | Eliminatórias | Eliminatórias | Final       | Final     | Referência(s) |
| Atleta                                                                                             | Modalidade    | Resultado     | Colocação     | Resultado   | Colocação | Referência(s) |
| -------------------------------------------------------------------------------------------------- | ------------- | ------------- | ------------- | ----------- | --------- | ------------- |
| Desconhecidos (*)                                                                                  | esquife duplo | DNS           | 3.°           | Não avançou | 7.°       | [ 29 ] [ 30 ] |
| Desconhecidos (*)                                                                                  | dois com      | DNS           | 3.°           | Não avançou | 7.°       | [ 31 ] [ 32 ] |
| Abrahão Saliture Alcides Short Vieira Ernesto Flores Filho (timoneiro) Guilherme Lorena João Jório | quatro com    | 7:25.40       | 2.°           | Não avançou | 6.°       | [ 33 ] [ 34 ] |

(*) Apesar de não existirem dados mais precisos disponíveis sobre essas duas modalidades, é provável que a dupla do "esquife duplo" e o trio do "dois com" tenham sido formados entre os mesmos atletas da guarnição brasileira que disputou as provas do "quatro com".

## Tiro Esportivo
Masculino
| Atleta                                                                             | Modalidade                      | Resultado | Colocação | Referência(s) |
| ---------------------------------------------------------------------------------- | ------------------------------- | --------- | --------- | ------------- |
| Guilherme Paraense                                                                 | pistola militar 30 m            | 274.00    | 1.°       | [ 35 ] [ 36 ] |
| Mário Maurity                                                                      | pistola militar 30 m            | 249.00    | 7.°       | [ 35 ] [ 36 ] |
| Sebastião Wolf                                                                     | pistola militar 30 m            | 249.00    | 8.°       | [ 35 ] [ 36 ] |
| Fernando Soledade                                                                  | pistola militar 30 m            | 248.00    | 10.°      | [ 35 ] [ 36 ] |
| Demerval Peixoto                                                                   | pistola militar 30 m            | 241.00    | 13.°      | [ 35 ] [ 36 ] |
| Afrânio da Costa                                                                   | pistola livre 50 m              | 489.00    | 2.°       | [ 37 ] [ 38 ] |
| Guilherme Paraense                                                                 | pistola livre 50 m              | 456.00    | 14.°      | [ 37 ] [ 38 ] |
| Sebastião Wolf                                                                     | pistola livre 50 m              | 454.00    | 15.°      | [ 37 ] [ 38 ] |
| Dario Barbosa                                                                      | pistola livre 50 m              | 441.00    | 23.°      | [ 37 ] [ 38 ] |
| Fernando Soledade                                                                  | pistola livre 50 m              | 424.00    | 28.°      | [ 37 ] [ 38 ] |
| Demerval Peixoto Fernando Soledade Guilherme Paraense Mário Maurity Sebastião Wolf | pistola militar por equipe 30 m | 1261.00   | 4.°       | [ 39 ] [ 40 ] |
| Afrânio da Costa Dario Barbosa Fernando Soledade Guilherme Paraense Sebastião Wolf | pistola livre por equipe 50 m   | 2264.00   | 3.°       | [ 41 ] [ 42 ] |

## Natação
Masculino
| Atleta           | Modalidade  | Eliminatórias | Eliminatórias | Semifinal   | Semifinal   | Final       | Final     | Referência(s) |
| Atleta           | Modalidade  | Resultado     | Colocação     | Resultado   | Colocação   | Resultado   | Colocação | Referência(s) |
| ---------------- | ----------- | ------------- | ------------- | ----------- | ----------- | ----------- | --------- | ------------- |
| Ângelo Gammaro   | 100 m livre | 1:22.00       | 3.°           | Não avançou | Não avançou | Não avançou | 15.°      | [ 43 ] [ 44 ] |
| Orlando Amêndola | 100 m livre | Descon        | 6.°           | Não avançou | Não avançou | Não avançou | 30.°      | [ 43 ] [ 44 ] |

## Polo aquático
Masculino
Primeira fase
| V | Brasil | 5–1 | França |  |

Quartas de final
| D | Suécia | 7–3 | Brasil |  |

Não avançou
Colocação final: =6.°
Equipe:
Abrahão Saliture
Agostinho Mangangá
Alcides de Barros Paiva
Ângelo Gammaro
Edgar Leite Ribeiro
João Jório
Orlando Amêndola
Victorino Chocolate

Referência(s):  

## Multimedalhistas
Nesta seção listam-se os atletas brasileiros detentores de pelo menos 2 pódios Olímpicos, desde as edições pregressas, até essa edição. A ordem de classificação se segue pelos seguintes critérios:
1. Maior número de medalhas de ouro;
2. Maior número de medalhas de prata;
3. Maior número de medalhas de bronze;
4. Conquista mais antiga;
5. Esporte ou modalidade mais antiga no programa Olímpico;
6. Ordem alfabética.

| Posição | Atleta             | Esporte        | Ouro | Prata | Bronze | Jogos          | Medalha de ouro | Medalha de prata | Medalha de bronze | Total de medalhas |
| ------- | ------------------ | -------------- | ---- | ----- | ------ | -------------- | --------------- | ---------------- | ----------------- | ----------------- |
| 1.°     | Guilherme Paraense | Tiro esportivo | 1    | 0     | 1      | Antuérpia 1920 | 1               | 0                | 1                 | 2                 |
| 2.°     | Afrânio da Costa   | Tiro esportivo | 0    | 1     | 1      | Antuérpia 1920 | 0               | 1                | 1                 | 2                 |

## Medalhas
| Medalha | Atleta                                                                             | Esporte        | Modalidade                    | Data       |
| ------- | ---------------------------------------------------------------------------------- | -------------- | ----------------------------- | ---------- |
| Ouro    | Guilherme Paraense                                                                 | Tiro esportivo | pistola militar 30 m          | 03/08/1920 |
| Prata   | Afrânio da Costa                                                                   | Tiro esportivo | pistola livre 50 m            | 02/08/1920 |
| Bronze  | Afrânio da Costa Dario Barbosa Fernando Soledade Guilherme Paraense Sebastião Wolf | Tiro esportivo | pistola livre por equipe 50 m | 02/08/1920 |

| Medalhas por esporte | Medalhas por esporte | Medalhas por esporte | Medalhas por esporte | Medalhas por esporte |
| Esporte              | Medalha de ouro      | Medalha de prata     | Medalha de bronze    | Total de medalhas    |
| -------------------- | -------------------- | -------------------- | -------------------- | -------------------- |
| Tiro esportivo       | 1                    | 1                    | 1                    | 3                    |
| Total                | 1                    | 1                    | 1                    | 3                    |